# Олюторський хребет
Олюторський хребет (рос. Олюторский хребет) — гірський хребет в Камчатському краї, Росія. Входить до системи Коряцького нагір'я. Утворює Олюторський півострів.
Олюторський хребет є наземним продовженням підводного хребта Ширшова на дні Берингового моря. Олюторсько-Ширшовський гірський пояс витягнутий з півночі на південь на 900 км
Значною мірою Олюторський хребет складний крейдяними кремнисто-вулканогенними породами, що має походження від древньої океанічної кори беринговоморського регіону. Попри невелику висоту хребта, його верхня частина має альпійський вигляд з характерними загостреними пасмами і урвистими схилами, покритими рухомими осипами. Часті глибокі ущелини і троги.
Клімат приокеанський з коротким прохолодним літом, тривалими туманами та дощами. Взимку вітряно, морози відносно невеликі.
Рослинність представлена гірськими і приморськими тундрами, сланцем, кам'яноберезовими гаями, луками.